# Rhonda (stripreeks)
Rhonda is een Nederlandse stripreeks getekend en geschreven door Hans van Oudenaarden. De verhalen worden voorgepubliceerd in Eppo Stripblad. In deze reeks zijn drie albums verschenen.
De reeks is gebaseerd op een verhaal uit de jaren 90 dat Van Oudenaarden en Hanco Kolk samen maakten. Oudenaarden bewerkte dan later dat verhaal in deze stripreeks waarbij hij het verhaal volwassener maakte.

## Verhaal
Chicago 1964, hoofdpersoon Rhonda Kaplan heeft een koffer met 50.000 dollar gestolen van haar ex-vriendje dat werkzaam is voor de maffia. Uiteraard wil die laatste de koffer met inhoud terug en Rhonda wordt al snel achtervolgd door meedogenloze gangsters. De achtervolging brengt Rhonda naar een trein waarin ze kennismaakt met de manager van een vermiste actrice. Geheel toevallig lijkt Rhonda als twee druppels water op de actrice en haar plaats innemen biedt een uitstekende manier om onder te duiken voor de maffia. Of dit wel zo'n goed idee is valt nog te bezien.

## Albums
1. Help me, Rhonda (2013)
2. Rebecca (2015)
3. Route 66 (2017)